# Kasel-Golzig

Kasel-Golzig est une commune de Brandebourg (Allemagne), située dans l'arrondissement de Dahme-Forêt-de-Spree.

## Personnalités liées à la ville
- Victoria-Louise de Solms-Baruth (1921-2003), comtesse né à Kasel-Golzig.
- Andreas de Saxe-Cobourg et Gotha (1943-2025), prince né à Kasel-Golzig, fils de la précédente.